# ويليام كاريل إلي
ويليام كاريل إلي هو محامي وسياسي أمريكي، ولد في 25 فبراير 1856 في ميدلفيلد في الولايات المتحدة، وتوفي في 14 ديسمبر 1921 في نيويورك في الولايات المتحدة. نشط حزبياً في الحزب الديمقراطي. وقد انتخب عضو جمعية ولاية نيويورك ‏.